# آير شاتل النرويجية
آير شاتل النرويجية أو النرويجية، هي ثالث أكبر شركة طيران منخفضة التكلفة في أوروبا، وثاني أكبر شركة طيران في الدول الإسكندنافية، وتاسع أكبر شركة طيران في أوروبا من حيث عدد الركاب. وهي تقدم جدول رحلات مكثفة محلية داخل الدول الإسكندنافية وإلى وجهات رجال الأعمال مثل لندن، بالإضافة إلى رحلات لأماكن العطلات في منطقة البحر الأبيض المتوسط وجزر الكناري، حيث نقلت 20.7 مليون مسافر في عام 2013.